# Eugenia Cheng
Pour les articles homonymes, voir Cheng.
Eugenia Loh-Gene Cheng est une mathématicienne anglaise, pianiste, chercheuse en résidence à l'École de l'Institut d'art de Chicago et membre honorifique de mathématiques pures à l'université de Sheffield,. L'un de ses centres d'intérêt en mathématiques est la théorie des catégories en grande dimension, et en tant que pianiste, elle se spécialise dans le lied et la mélodie. Grande passionnée de vulgarisation mathématique pour les non-mathématiciens,  elle veut guérir le monde de la phobie des mathématiques. Elle utilise pour ce faire de multiples analogies culinaires.

## Jeunesse et études
Cheng naît dans le Hampshire, en Angleterre. Elle déménage dans le comté de Sussex à l'âge d'un an, et y passe le reste de son enfance. Son intérêt pour les mathématiques date de son jeune âge, en grande partie grâce à sa mère qui intègre les mathématiques à la vie quotidienne. Son père l'a aussi encouragée, en la poussant à faire preuve d'imagination mais la plus grande influence de Cheng reste toutefois sa mère qui utilisait naturellement le langage de la logique et qui lui a présenté des idées mathématiques stimulantes.
Cheng a fréquenté l'école Roedean School. Durant sa jeunesse, Cheng s'ennuie à l'école[réf. nécessaire], mais pratique le piano quotidiennement et elle est une lectrice insatiable. Elle prend aussi très au sérieux l'alimentation. Elle étudie dans le programme Mathematical Tripos à l'université de Cambridge, où elle étudie au Gonville and Caius College, Cambridge. Elle a réalisé sa thèse sous la direction de Martin Hyland,.

## Carrière et recherche
Avant de travailler à l'École de l'Art Institute of Chicago, Cheng a occupé des postes universitaires à l'université Nice-Sophia-Antipolis, l'université de Sheffield et de l'université de Chicago. Cheng est toujours affiliée à l'université de Sheffield en tant que maître de conférences de mathématiques pures, mais elle est maintenant basée à l'École de l'Art Institute of Chicago, où elle enseigne les mathématiques à des étudiants en arts. Elle a publié plus d'une douzaine d'articles scientifiques sur la théorie des catégories dans plusieurs journaux spécialisés. Elle compte, parmi ses anciens étudiants de doctorat Nick Gurski et Thomas Cottrell.

### Les mathématiques et la cuisine
Les intérêts de recherche de Cheng sont en théorie des catégories, sujet sur lequel elle a écrit pour le grand public en utilisant des analogies culinaires. Son objectif est de débarrasser le monde de la phobie des mathématiques. Dans How to Bake Pi, chaque chapitre commence avec une recette pour un dessert qui illustre les points communs entre les techniques de cuisine et les principes mathématiques. Le livre a été bien reçu,, et a depuis été traduit en français.
Cheng a également écrit un certain nombre d'articles, avec des thèmes similaires, tel que On the perfect quantity of cream for a scone et On the perfect size for a pizza. Cheng est aussi présente sur YouTube dans des vidéos humoristiques où elle explore les mathématiques de façon amusante. Par exemple, dans son discours de Mathematics and Lego: the untold story.

### Apparitions médiatiques
Cheng a participé à The Late Show with Stephen Colbert en 2015. Lors de sa participation, elle explique les exponentielles en cuisinant un mille-feuille. Elle a été interviewée par Jim Al-Khalili pour l'émission The Life Scientific à BBC Radio 4, diffusée pour la première fois en janvier 2018.

## Article lié
- Valeria de Paiva